# Hans Staehler
Hans Staehler (* 30. November 1898; † 1969) war ein deutscher Agrarwissenschaftler. Er verbrachte seine gesamte berufliche Karriere beim Chemiekonzern BASF und war mit seinen Forschungen maßgeblich prägend für die Ausgestaltung der bayerischen Landwirtschaft ab den 1930er Jahren.

## Leben

### Herkunft und Ausbildung
Staehler entstammte einer alteingesessenen pfälzischen Beamtenfamilie; sein Vater arbeitete als Regierungsdirektor in Speyer. Er selbst besuchte das humanistische Gymnasium im mittelfränkischen Ansbach und immatrikulierte sich nach dem Ersten Weltkrieg für ein Studium der Landwirtschaft an der Technischen Hochschule München. Dieses konnte er 1923 mit dem Diplom abschließen. Vierzehn Jahre später wurde er 1937 an seiner Alma Mater mit der Dissertation Die Bedeutung der Weide- und Mähweidewirtschaft in Südbayern für die Milchfettversorgung des Deutschen Reiches summa cum laude promoviert.
Er wurde auf dem Münchner Waldfriedhof bestattet.

### Berufliche Karriere
Staehler absolvierte 1924 die Staatsprüfung für den höheren landwirtschaftlichen Dienst in Bayern und fand 1925 seinen Einstieg ins Berufsleben als Assistent an der landwirtschaftlichen Versuchsstation der Badischen Anilin- & Soda-Fabrik AG (BASF) in Limburgerhof bei Ludwigshafen. Zwischen 1927 und 1937 war er dann Mitarbeiter an der landwirtschaftlichen Beratungsstelle der BASF in München und anschließend hatte er die gleiche Stelle in Nürnberg inne. Nach dem Ende des Zweiten Weltkrieges, in dem er als Major gedient hatte, war er im französischen Kriegsgefangenschaft in Mulsanne interniert. Dort gab er zwischen August 1946 und Mai 1947 mehrere Kurse und Lehrgänge für die Mitinsassen – über Pflanzen-Ernährungs-Lehre, Grünlandwirtschaft und Futterbau – und erwarb sich so urkundlich anerkannt wertvolle Dienste in der sogenannten kulturellen Betreuung. Anschließend übernahm er die Leitung der wieder etablierten Beratungsstelle in München.

## Wissenschaftliche Leistungen
„Dr. Staehler ist vor allem durch seine Arbeiten auf dünger- und futterwirtschaftlichem Gebiet hervorgetreten. Seine besondere Neigung gehörte dem Grünland. Hier hat er sich während seiner Münchner Zeit mit großem Erfolg für die Einführung der Mähweidewirtschaft eingesetzt, worüber auch zahlreiche Veröffentlichungen aus seiner Feder Zeugnis ablegen. An der Intensivierung der Düngerwirtschaft in Bayern hat er ebenfalls großen Anteil.“

Er galt als „Wegbereiter einer rationellen Futterwirtschaft“ und zahlreiche Experten sind sich einig, dass die „heutige intensive Mähweidenutzung in Bayern [...] ihre Entstehung und Ausgestaltung in erster Linie den Arbeiten“ von Hans Staehler und Max Lorch (1897–1975) verdanke. Lorch leitete die landwirtschaftliche BASF-Beratungstelle in München vor Staehler und war damals somit dessen Vorgesetzter. Beide entwickelten in „enger Zusammenarbeit mit fortschrittlichen Betrieben [...] eine Methode abwechselnder Weide- und Wiesennutzung der gleichen Fläche [...], wodurch die Zusammensetzung des Pflanzenbestandes günstig beeinflusst wird. Dadurch können von der Flächeneinheit die höchsten Futter- und Nährstoffmengen gewonnen werden. Die Einführung des Elektrozaunes begünstigte diese Entwicklung, die in Verbindung mit einer verstärkten Düngung zur sogenannten Portionsweide, der wohl intensivsten Grünlandnutzung, führte.“ Die Grundzüge dieser intensiven Mähweidewirtschaft haben sich – ausgehend von Bayern – rasch in ganz Süddeutschland, in der Schweiz und in Österreich ausgebreitet.
Staehlers Buchpublikationen wurden in der Regel äußerst positiv besprochen. So bilanzierte beispielsweise die Fachzeitschrift Pflanzenschutz über sein 1956 erschienenes Werk Erfolgreiche Mähweidewirtschaft:
„Dr. Staehler zeigt allen Bewirtschaftern von größeren oder kleineren Grünlandflächen den Weg zur durchaus möglichen Ertragssteigerung ihrer Wiesen und Weiden. Die „Erfolgreiche Mähweidewirtschaft“ gehört deshalb in die Hand jedes fortschrittlichen Bauern. Es dürfte sich wohl keine Investition für die Verbesserung und die Rentabilität des Betriebes segensreicher auswirken als die Anschaffung dieses im Vergleich zu seinem Wert so billigen Buches.“
Über Grünlandwirtschaft und Feldfutterbau, das Staehler 1965 zusammen mit Brigitte Steuerer-Finckh publizierte, urteilte das Bayerische landwirtschaftliche Jahrbuch:
„[Den Autoren] kommt das Verdienst zu, dass sie, gestützt auf ein umfangreiches Versuchsmaterial und jahrzehntelange, mühevolle Aufschreibungen bei der Beratung praktischer Betriebe, die überragende Bedeutung des heimischen Futterbaues in allen seinen Teilen erneut bewiesen haben. Dass diesbezüglich auch die reine Wiesenbewirtschaftung nicht vergessen werden darf, haben die beiden Autoren in den ersten Kapiteln in aller Ausführlichkeit dargetan. Zu den früheren Erkenntnissen über die beste Lösung einer erfolgreichen Dauergrünlandbewirtschaftung sind neue hinzugekommen, zumal das Versuchswesen gerade hier in den letzten Jahren überaus fruchtbar war. Dazu gehört auch die so dringend notwendige Unkrautbekämpfung auf dem Dauergrünland, die eine ausführliche Behandlung erfährt und die hoffentlich dazu beiträgt, das hässliche Bild eines Großteils unserer stark verunkrauteten, nicht weidefähigen Wiesen allmählich zu mildern und die dadurch bedingten Ertragsausfälle auszugleichen.“

## Ehrungen (Auswahl)
- Verdienstkreuz 1. Klasse des Verdienstordens der Bundesrepublik Deutschland (1965)
- Bayerische Staatsmedaille in Silber für besondere Verdienste auf dem Gebiet der Ernährungs- und Landwirtschaft
- Medaille für langjährige treue Dienste des Bayerischen Industriellen-Verbandes (2 ×)
- Medaille für besondere Verdienste um die Bayerische Landwirtschaft

## Publikationen (Auswahl)
Monographien
- Hans Staehler; Hans Lutz: Die Mähweide-Uhr. Ein Ratgeber für Weide- und Mähweidewirte des bayerischen Alpenvorlandes. In der Reihe: „Schriftenreihe der Landesbauernschaft Bayern“, Band 7. Landesbauernschaftsverlag Bayern, 1936, 47 Seiten.
- Hans Staehler: Die Bedeutung der Weide- und Mähweidewirtschaft in Südbayern für die Milchfettversorgung des Deutschen Reiches. In der Reihe: „Jahrbuch über neuere Erfahrungen auf dem Gebiete der Weidewirtschaft und des Futterbaues“, Band 12, Ergänzungsband. Verlag M. und H. Schaper, 1937, 214 Seiten.
- Hans Staehler: Die neue Mähweide-Uhr. Ein Ratgeber für Weide- und Mähweidewirte im Flachland und im Gebirge. Bayerischer Landwirtschaftsverlag, 1951, 103 Seiten.

- vierte, völlig neubearbeitete und stark erweiterte Auflage: Erfolgreiche Mähweidewirtschaft. Bayerischer Landwirtschaftsverlag, 1956, 180 Seiten.

- Hans Staehler; Brigitte Steuerer-Finckh: Grünlandwirtschaft und Feldfutterbau. BLV Verlag, 1965, 267 Seiten.